# Ducat de Cantàbria

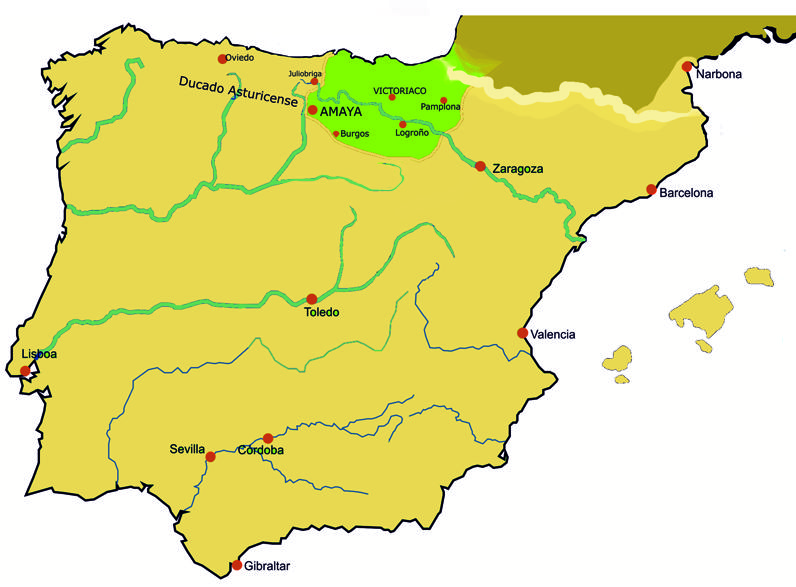
Límits hipotètics del ducat de Cantàbria, segons Martínez Díez.

El Ducat de Cantàbria (en càntabre Ducáu de Cantabria) va ser creat durant el regnat del rei visigot Ervigi, amb la finalitat de donar certa autonomia i per garantir la pau al nord de la península Ibèrica. L'aparició documental del Ducat data de l'any 883 quan apareix en la crònica Albendense en tractar Alfons I d'Astúries dient: iste Petri Cantabriae ducis filius fuit, és a dir: fill del duc Pere de Cantàbria, 
Tot i que no existeixen cites de cap època que determinin l'extensió que pogués tenir el mateix ducat però que segons l'historiador Maza Solano era més o menys el mateix que el de la Cantàbria romana. Amaya n'era la seva capital, localitzada en l'extrem sud del ducat, en l'ara província de Burgos.
Les cites sobre el Ducat tornen a trobar-se en les cròniques; així, la d'Alfons III diu: Adefonsus filius Petri Cantabrorum ducis i l'historiador Claudio Sánchez Albornoz centra la fundació del Ducat de Cantàbria en l'últim segle de la història hispano-got quan aquest territori va deixar de ser un enemic i un perill per a la monarquia pel possible fet que durant aquesta època integrés un ducat regit per un Dux, delegat regi al país, triat entre els caps guerrers, establint-se com primer duc de Cantàbria a Fàfila, senyor de Liébana i del territori que delimitaven els rius Sella i Deba.
Basant-se en aquestes i altres fonts històriques hispanes, titulen Duc de Cantàbria a Pere de Cantàbria (segon Dux de Cantàbria), pare del rei Alfons I el Catòlic, entre d'altres, les Cròniques dels Bisbes Rodrigo Ximènez de Rada Toledano (segle xiii); Lucas Tudense Eo tempore Adefonsus Catholiicus, Petri, Cantabriensis Ducis filius; la Crónica General d'Alfons X el Savi (any 1289, fonamentada en la Crònica Mundi de Lucas de Tui de l'any 1230), Firmiter omnes obtinui munitipnes, sucit a victoriosíssim Rege Domino Adefonso, Petri Ducis filio i el cronista Assas en la seva Crònica General d'Espanya.
Segons l'historiador Joaquín González Echegaray en la seva obra Cantabria Antigua, Pelai I (qui en qualitat de soldat professional va encapçalar la revolta inicial dels camperols nadius d'una zona del territori de la Cantàbria Occidental contra cert control exercit pel governador àrab d'Astúries, Munuza) és nomenat cap dels asturs, assoleix l'alliberament de part d'Astúries del domini cordovès i decideix segellar un pacte amb les altres zones independents del nord d'Espanya, que llavors controlava l'antic Duc de Cantàbria, Pere.
Sota aquest pacte es concerta el matrimoni d'Ermessenda d'Astúries, filla de Pelai, amb Alfons I, fill del Duc Pere, consolidant d'aquesta forma la federació d'ambdós nuclis cristians de lluita contra l'islam. A la mort de Pelai el 737, és nomenat cap dels Asturs el seu fill Fàfila que dos anys després és mort per un os durant una cacera als Picos de Europa. És llavors el moment que el càntabre Alfons I és proclamat cap únic de tots els pobles revoltats per la seva doble vinculació amb el moviment càntabre-occidental a través de la seva esposa, i amb la resta del moviment càntabre per la seva filiació respecte al Duc Pere. Així s'establix una veritable unió permanent, el territori s'eixampla i Alfons, semblant-li desfasat i poc significatiu l'antic títol de Duc, decideix utilitzar per primera vegada el títol de rei: Rei dels càntabres-asturs.